# Éric Giausserand
 (septembre 2012).
Si vous disposez d'ouvrages ou d'articles de référence ou si vous connaissez des sites web de qualité traitant du thème abordé ici, merci de compléter l'article en donnant les références utiles à sa vérifiabilité et en les liant à la section « Notes et références ».
Éric Giausserand, né le 7 décembre 1958 à Monaco, est un trompettiste français.

## Biographie
Éric Giausserand débute à l'âge de neuf ans par l'apprentissage de la trompette classique à l'académie de musique Prince Rainier III de Monaco et entre à treize ans au conservatoire de jazz de Monaco.
Il intègre en 1976 l'orchestre du Sporting club de Monaco dirigé par Aime Barrelli. Barney Wilen, saxophoniste qui accompagnait Miles Davis, l'engage dans son septet. La même année, il rencontre Chet Baker dans un studio à Nice (un après-midi studio).
Il effectue en 1977 son service militaire dans la musique du 8e régiment de transmissions, à Suresnes. En 1978, il est engagé parmi de nombreux trompettistes pour la dernière tournée de Claude François puis entre en 1979 dans l'orchestre du Loews Hôtel de Monte-Carlo.
L'année suivante, membre de leurs formations, il joue avec Gilbert Bécaud -Olympia et tournée -, Sylvie Vartan — tournée — et Sacha Distel (dans un big band dirigé par Billy Byers).
En 1981, sous la direction de Jean-Claude Petit, il est membre de l'orchestre qui accompagne Serge Lama au Palais des congrès de Paris. En janvier 1982, il est contacté par Michel Berger qui lui demande d'accompagner France Gall, (Palais des sports et tournée) et, à partir de septembre, c'est dans la formation qui accompagne Johnny Hallyday au Palais des sports qu'il taraville (suivit d'une tournée jusqu'en 1983).
Claude Nougaro l'engage en 1983 dans son orchestre (Palais des sports puis tournée) et, en 1984, il est membre du big band qui accompagne à l'Olympia Michel Leeb. Il tourne en Allemagne avec Udo Jürgens et joue sur le premier album de Richard Galliano, Spleen.
Il participe en 1988 au spectacle théâtre des bouffes du nord avec Zizi Jeanmaire, Maurice Vander, Pierre Michelot et Richard Galliano et, il fait partie du groupe, en 1992, qui accompagne Johnny Hallyday à Bercy (et en tournée), puis en 1993, au Parc des Princes (suivit d'une tournée).
Fin 1991, il participe à l'enregistrement du premier album de Nicola Sirkis (le chanteur d'Indochine), Alice dans la Lune
Fin 1993, il est de l'orchestre qui joue avec Eddy Mitchell au Casino de Paris. Il s'ensuit une longue amitié et Éric Giausserand sera de tous ses spectacles et ce jusqu'à son dernier tour en 2011.
En 1998, il joue avec Michel Sardou à Bercy et en tournée et, en 2001, il accompagne Guy Marchand au Casino de Paris.  
Il joue en 2004 au Palais des Congrès de Paris avec Henri Salvador.
En 2017, il accompagne Michel Sardou lors de sa tournée d'adieu « La dernière danse ».
Musicien de studio à partir des années 1980, il a enregistré (notamment) pour : Serge Gainsbourg, Charles Aznavour, Bernard Lavilliers, Michel Sardou, Julien Clerc, Johnny Hallyday, Eddy Mitchell, Claude Nougaro, Maxime Le Forestier, Florent Pagny, Pascal Obispo, Maurane, Indochine, Catherine Lara, Véronique Sanson, Jacques Higelin, Patrick Bruel, Dany Brillant, Kassav, Christophe Willem, Sinclair, IAM, Kendji Girac, Calogero, Patrick Koclaym ...

## International
En été 1981-1982, il accompagne Cher, Paul Anka, Natalie Cole, Liza Minnelli, au sporting club de Monte Carlo, ainsi que Julia Migenes Johnson. En 1983, il joue avec Quincy Jones et Georges Benson au sporting club de Monaco.
Durant l'été 1984, il effectue de nombreux concerts à Monaco avec Frank Sinatra et Tina Turner (live) et, en 1995, Ray Charles lui confie la direction des cuivres pour sa tournée en France.
En 1999, il accompagne Tony Bennett.
En 2016, il participe à l'enregistrement de plusieurs albums, notamment celui de Céline Dion, du bassiste Bunny Brunel, de Jean-Michel Bernard et Lalo Schifrin ainsi que celui de Lenny Kravitz en 2017.

## Participations artistiques

### Bandes de spectacles
De 1985 à 1992, Éric Giausserand est première trompette aux Folies Bergère, où il participe aux bandes des spectacles du Paradis Latin (Jean Daniel Mercier), Lido (Jean-Claude Petit) et Moulin Rouge (Pierre Porte).
Il joue dans La vie en bleu (raconte l'histoire de Pablo Picasso) avec l'orchestre philharmonique de Monte Carlo ainsi que dans Les Variations d'Ulysse, spectacle de l'Opéra Bastille (musique de Jean Pierre Drouet). Il est trompettiste en 2003 de la comédie musicale Belles belles belles.

### Jazz
Il a accompagné Eddy Louiss, André Ceccarelli, Richard Galliano, Khalil Chahine, Maurice Vander, Pierre Michelot, Jean Pierre Mas, Jean-Marie Ecay, Sylvain Marc, Luigi Trussardi, Michel Graillier, Patrice Caratini, Christian Escoude, Olivier Hutman, Hervé Sellin.
Première trompette dans le big band de Roger Guerin, Ivan Julien, Claude Bolling, Gerard Badini, Michel Legrand, Jean Loup Longnon et Antoine Herve, il a été contacté pour un remplacement dans l'orchestre de Duke Ellington (Duke Elligton Orchestra) à Monaco.

### Musiques de films
Il a enregistré pour le cinéma avec Paul Mauriat, Raymond Lefevre, Michel Legrand, Jean Claude Vannier, Gabriel Yared, Bruno Coulais, Alexandre Desplat, Christian Gaubert, Bruno Fontaine, Slim Pezin, Carolin Petit, Roland Romanelli, Francis Lai, Vladimir Cosma, Khalil Chahine, Jean Michel Bernard, Jannick Top, Gilles Tinayre, Serge Perathoner, Pierre Adenot, Nicolas Errera, etc.
Il fait aussi le solo de trompette dans l'Itinéraire d'un enfant gâté de Claude Lelouch avec Jean-Paul Belmondo, musique de Francis Lai et arrangement de Christian Gaubert.

### Émissions télévisées
Il a participé à de nombreuses émissions de télévision dont Les victoires de la musique, Les restos du cœur, Legrand studio, Le Grand Échiquier, Michel Drucker, Taratata, Champs Élysées, Les Années tube, Star Académie, etc.
Il a aussi accompagné Eros Ramazzotti, Lucio Dalla et Ute Lemper (en Allemagne).

### Téléfilms
- Commissaire Moulin
- Navarro
- François Kleber avec Gérard Lanvin
- Fabio Montale avec Alain Delon (musique de Jannick Top)
- Louis la brocante
- Plus belle la vie.